# Mannijo
Mannijo est un groupe de folk rock français, originaire de Sierck-les-Bains, en Moselle. Ils déclinent en musique leur passion pour l’interculturalité et leur langue maternelle commune, le francique. Ceci étant le francique luxembourgeois pour Jo Nousse et le francique mosellan pour Manfred Pohlmann. Chantant également en allemand standard et en français, ayant un répertoire traditionnel, des compositions propres et des reprises.

## Biographie
Mannijo est d’abord un duo formé en 1997 à Sierck-les-Bains, en Moselle, par le Coblençois Manfred Pohlmann (chant, guitare) et le Mosellan Jo Nousse (chant, guitare). Puis devint trio en 2006 avec l'arrivée du français Patrick Riollet (claviers). Jo Nousse était anciennement membre des groupes Geeschtemat? et Tutti Futti.
Le groupe a présenté son programme à de multiples grandes ou petites occasions en Lorraine (et autres régions françaises), en Autriche, Belgique, Sarre, Luxembourg, Rhénanie-Palatinat, pays de Bade, etc. Et s'est produit entre autres : à Thionville, au château de Malbrouck, à la Rosenfest de Sarrebruck, au festival transfrontalier Mussik, Sprooch un Wein, au Venner Lieder and Folkfestival prés de Hanovre, au festival Folk and Fools en Rhénanie, à la tournée Mobylettel Tour en Alsace et en Lorraine, au festival Summerlied, au festival interculturel Babel de Strasbourg, en Corse, etc.
En 2014, le groupe sort son cinquième album, Café-Klatsch.

## Discographie

### Albums studio
- 1999 : Iwer d´Grenzen/Transfrontières
- 2001 : Abrakadabra
- 2006 : Dräilännergeck
- 2011 : 20 magesch Lidder
- 2014 : Café-Klatsch

### Divers
- 2000 : Un titre sur la compilation Mussik, Sprooch und Wein
- 2002 : Deux titres sur la compilation live Highlights. It's Good to See You
- 2004 : Deux titres sur le double album Manfred Pohlmann Live
- 2006 : Cinq titres sur l'album de Manfred Pohlmann Uns bindet die Liebe, uns bindet die Not